# 6375 Fredharris
6375 Fredharris eller 1986 TB5 är en asteroid i huvudbältet som upptäcktes den 1 oktober 1986 av CERGA-observatoriet i Nice. Den är uppkallad efter Frederick Harlan Harris.
Asteroiden har en diameter på ungefär 14 kilometer och den tillhör asteroidgruppen Themis.